# Dendrit
 Ovo je glavno značenje pojma Dendrit. Za druga značenja pogledajte Dendrit (razdvojba).
Dendrit je kristal koji se pojavljuje kod nestabilne kristalizacije ili kod brzog hlađenja otopine, a znači oblik kristala nalik krošnji stabla (jela) ili tvorevinu nalik grančici paprati. Grananje je pojava spore difuzije molekula.

## Nastanak kristalnog zrna
Kada se čisti metal ohladi ispod svoje kritične temperature topljenja (talište),stvaraju se mnogobrojne klice međusobnim vezivanjem sporokrećućih atoma (centri kristalizacije). Centrom kristalizacije naziva se grupa atoma koji formiraju najmanju česticu faze sposobnu dalje da raste.
Pojava prijelaza iz tekućeg u čvrsto stanje naziva se kristalizacija. Za razliku od amorfnih tijela, koja se postupno stvrdnjavaju tokom naglog hlađenja, metali kristaliziraju pri konstantnoj temperaturi, koja se naziva kritična temperatura fazne pretvorbe. Opća teorija kristalizacije tekućina dopušta mogućnost jakog pothlađenja rastvora, pri kojem broj klica i brzina rasta kristala postaju jednaki nuli, tako da se tekućina zgusne, pretvarajući se u staklasti materijal, tj. ne podliježući kristalizaciji.
Oblik kristalnog zrna ovisi od stvarnim uslovima kristalizacije: brzine i smjera odvođenja topline, postojanja nerastvorljivih čestica, stupnja podhlađenja, brzine pojave kristalizacije, strujanja otopine itd. Da bi kristal imao pravilan oblik potrebno je lagano hlađenje, mali broj centara kristalizacije, neometan rast u svim pravcima itd. Kako se ovo veoma rijetko ostvaruje, kristal obično ima nepravilan oblik i ravni kristala rastu nejednakim brzinama. Odvođenje topline pri hlađenju se odvija kroz čvrstu i tekuću (talina) fazu. Kako odvođenje topline nije jednako u svim pravcima, rast kristala će biti brži na onim graničnim površinama koje imaju nižu temperaturu od temperature tekuće faze. Na brzinu rasta kristala utiču i primjese. Najme, one se mogu apsorbirati na površini određenih ravnina i usporiti njihov rast izazivajući nepravilan oblik kristala. Posljedica svega ovoga je da se iz centra kristalizacije razvijaju u pravcima najbržeg rasta grane kristala. Iz njih se također razvijaju nove grane pod određenim uglom. Ovakav rast kristala naziva se dendritski, a kristali dendriti.

## Stvarni kristali
Kristal koji raste u optimalnim uvjetima niskog prezasićenja i jednolikog dotoka čestica u svim smjerovima trebao bi poprimiti ravnotežni oblik. Međutim, u stvarnosti se to rijetko događa. U najboljem slučaju dobiva se poliedar kao kombinacija između ravnotežnih i drugih oblika. U stvarnim uvjetima rasta kristala postoje koncentracijske struje, viskozne otopine, temperaturni gradijenti, visoki stupanj prezasićenosti, utjecaj primjesa i različiti mehanički utjecaji, pa se kristali mogu razviti na bezbroj načina s različitim plohama. Poznati su kristali u obliku iglica, pločica ili sasvim tankih slojeva.
Kristali izrasli u obliku tankih iglica nazivaju se viskerima. Neki se kristali tokom rasta granaju poput stabljika biljki (dendriti). Kristali mogu narasti i u tankim slojevima. Paralelni rast (epitaksija) nastaje kad kristal jedne tvari raste na površini kristala druge tvari. Kristal osnovice utječe pri tome na kristalizaciju paralelnog kristala.

## Kako nastaju pahulje snijega
Pahulje snijega su svojstven oblik leda koji nastaje u oblacima, također jednom obliku vodene pare. Kad je temperatura 0 °C ili niža, voda mijenja svoje agregatno stanje i prelazi iz tekućine u krutinu. Manja temperatura znači i manju kinetičku energiju molekula i smanjenje stupnja slobode u njihovom gibanju, pa molekule imaju dovoljno energije da privlačne sile budu nadvladane, pa struktura postaje kruta. Na stvaranje pahuljica utječe nekoliko čimbenika osim temperature, poput zračnih struja i vlažnosti, te zrnaca prašine koje mogu pridonijeti ukupnom povećanju mase pahuljice i uzrokovati razne napukline u strukturi kristala, a takav je kristal podložniji otapanju.
Obilnije snježne padaline realnije je očekivati pri temperaturama oko 0 °C, pa čak i malo iznad, jer tada u zraku ima više vlage. Većina oblaka prolazi kroz proces nazvan ekspanzijsko hlađenje. Masa zraka se diže u više slojeve atmosfere gdje se širi zbog manjeg atmosferskog tlaka i pritom istovremeno hladi, čime se smanjuje i količina vodene pare koja se pretvara u oblak. Kad su temperature zraka blizu tla dovoljno niske, ekspanzijsko hlađenje započinje već i s vrlo niskom količinom vodene pare. To znači da se oblaci koji se stvaraju pri hladnijim atmosferskim prilikama već imaju manje vlage u sebi, odnosno kristala leda. Da bi se mogao stvoriti snijeg potrebni su ti sitni kristalići kao klice kristalizacije (istu ulogu mogu imati i sitna zrnca prašine).
Ako je zrak prohladan, ali ne i prehladan, kristali leda počinju stvarati konglomerate koji stvaraju pahuljice. Ako je prehladno, neće nastati pahuljice, nego će kristali imati igličasti oblik. Ne postoji granica najniže temperature pri kojoj će se stvarati kristali leda, ali postoji granica temperature pri kojoj će se stvarati pahuljice. Takav je slučaj čest za Arktik na kojem se ovakva meteorološka pojava naziva ledena magla. Dakle, za snijeg može biti prehladno, ali mora biti zaista jako hladno. Ako temperatura pri tlu padne na -20 °C postaje malo vjerojatno da će pasti snijeg.
Općenito heksagonalni kristali nastaju u visokoj naoblaci, igličasti ili šesterokutni plošni kristali nastaju u nižoj naoblaci na višim tlakovima. Hladnije vrijeme potencira nastanak pahuljica s oštrijim vrhovima i nastanak dendrita (grana na kristalu). Kristali nastali u toplijim uvjetima rastu sporije i manje razgranati. Također niži tlakovi uzrokuju stvaranje manje razgranatih dendrite, jer je dodir među kristalima sveden na veći prostor, tj. razrjeđenje je veće.
Za razliku od kristala leda u snijegu, mraz također nastaje smrzavanjem vodene pare ili rose, samo što se formira blizu tla. Vrlo čest oblik na snježnim obroncima je površinsko inje. Oni su vrlo očiti po refleksijama svjetla s površina tih sitnih kristala koji se obično brzo tope na sunčevoj svjetlosti:
- od 0 do -4 °C – tanki šesterokutni plošni kristali
- od -4 do -6 °C – igličasti kristali
- od -6 do -10 °C – šuplji stupasti kristali
- od -10 do -12,5 °C – šesterokutni nazubljeni kristali
- od -12,5 do -16 °C - dendriti

Iako izgleda da su kristali snijega jednaki sa svih strana, to nije točno, jer na oblik kristala djeluju promjene temperatura, različita zrnca prašine i sl. Istina je da su mnogi kristali simetrični, a razlog je u tome što oblik kristala reflektira raspored molekula vode u kristalu ,koje su međusobno povezane vodikovim vezama između atoma vodika i kisika, koje tako stvaraju šesterokutne oblike orijentirajući se za vrijeme kristalizacije tako da se što više smanje odbojne sile između atoma, a privlačne sile čim više ojačaju.